# Gina Gershon
Gina Lynn Gershon (ur. 10 czerwca 1962 w Los Angeles) – amerykańska aktorka filmowa, teatralna i telewizyjna.

## Życiorys

### Wczesne lata
Przyszła na świat w Los Angeles w Kalifornii trzy tygodnie przed terminem jako najmłodsza z pięciorga dzieci w żydowskiej rodzinie dekoratorki wnętrz Mickey (z domu Koppel) i biznesmena-sklepikarza Stana Gershona. Dorastała w Woodland Hills w stanie Kentucky. Już w młodym wieku zainteresowała się aktorstwem, występując w przedstawieniu Bye Bye Birdie. Ukończyła Beverly Hills High School w Beverly Hills, gdzie uczęszczał także Lenny Kravitz. Podczas nauki w Emerson College w Bostonie wystąpiła w musicalu Wyścigi (Runaways). Następnie studiowała aktorstwo w Circle in the Square Professional Theatre School w Nowym Jorku, na wydziale filozofii i psychologii na New York University oraz American Conservatory Theatre w San Francisco.

### Kariera
Była współzałożycielką nowojorskiej grupy teatralnej Naked Angels, z którą współpracowali także – Sarah Jessica Parker i Rob Morrow, zagrała m.in. w przedstawieniach Camille i Istota ognia (The Substance of Fire). Po raz pierwszy na ekranie pojawiła się jako tancerka w filmie muzycznym Beatlemania (1981) z Christiną Applegate.
Wystąpiła w teledysku zespołu The Cars do piosenki „Hello Again” (1984), a także w wideoklipie Lenny’ego Kravitza do utworu „Again” (2000).
Dołączyła potem do obsady komedii Dziewczyny chcą się bawić (Girls Just Want to Have Fun, 1985) u boku Sary Jessiki Parker i Helen Hunt, melodramatu komediowego Dziewczyna w różowej sukience (Pretty in Pink, 1986) z Harrym Deanem Stantonem i Jamesem Spaderem, dramatu sensacyjnego Adamem Baldwinem 3:15 (1986), przygodowo-sensacyjnego filmu muzycznego Słodka zemsta (Sweet Revenge, 1987) z Nancy Allen, melodramatu komediowego Koktajl (Cocktail, 1988) u boku Toma Cruise, filmu sensacyjnego Czerwona gorączka (Red Heat, 1988) z Arnoldem Schwarzeneggerem i Jimem Belushi, dramacie Miasto nadziei (City of Hope, 1991) z Chrisem Cooperem oraz czarnej komedii Roberta Altmana Gracz (The Player, 1992). W biograficznym dramacie telewizyjnym Warner Bros. Sinatra (1992) zagrała postać Nancy Barbato Sinatry.
Rola Cristal Connors, sławnej tancerki erotycznej klubu Stardust w Las Vegas w dramacie erotycznym Paula Verhoevena Showgirls (1995) przyniosła jej nominację do Złotej Maliny dla najgorszej aktorki drugoplanowej. Za rolę silnej i zdecydowanej homoseksualnej Corky z kryminalną przeszłością w dramacie kryminalnym Brudne pieniądze (Bound, 1996) zdobyła nominację do nagrody Saturna jako najlepsza aktorka i MTV Movie Awards za najlepszy pocałunek z Jennifer Tilly. Kolejne filmy z jej udziałem to dreszczowiec Bez twarzy (Face/Off, 1997) z Nicolasem Cage, dramat kryminalny Volkera Schlöndorffa Palmetto (1998) i sensacyjny dramat sportowy Wyścig (Driven, 2001) u boku Sylvestra Stallone.
W 2001 zagrała postać Sally Bowles na scenie w broadwayowskim musicalu Kabaret (Cabaret).
W 2003 na festiwalu w Sudance zaśpiewała piosenkę z muzykami z zespołu Guns N’ Roses.
W 2008 powróciła na scenę w farsie Marca Camolettiego Boeing Boeing jako Gabriella.
W serialu komediowym ABC Brzydula Betty (Ugly Betty, 2006–2007) zagrała postać Fabii, włoskiej kreatorki kosmetyków. W 2015 pojawiła się w odcinku szóstego sezonu serialu telewizyjnego Glee. Jako Pam Anderson, matka Blaine’a (Darren Criss), zaśpiewała utwór „I’m So Excited” z repertuaru The Pointer Sisters.

## Filmografia

### filmy fabularne
- 1981: Beatlemania jako tancerka
- 1985: Dziewczyny chcą się bawić (Girls Just Want to Have Fun) jako tancerka
- 1986: 3:15 jako Cobrettes
- 1986: Dziewczyna w różowej sukience (Pretty in Pink) jako Trombley
- 1987: Słodka zemsta (Sweet Revenge) jako K.C.
- 1988: Koktajl (Cocktail) jako Coral
- 1988: Czerwona gorączka (Red Heat) jako Catherine 'Cat' Manzetti
- 1991: Miasto nadziei (City of Hope) jako Laurie Rinaldi
- 1991: Szukając sprawiedliwości (Out for Justice) jako Patti Madano
- 1991: Malaria (Jungle Fever) jako sąsiadka Angie
- 1992: Gracz (The Player) jako Whitney Gersh
- 1995: Najlepsi z najlepszych III: Bez odwrotu jako Margo Preston
- 1995: Showgirls jako Cristal Connors
- 1996: Brudne pieniądze (Bound) jako Corky
- 1997: Bez twarzy (Face/Off) jako Sasha Hassler
- 1998: Lulu na moście jako Hannah
- 1998: Palmetto jako Nina
- 1999: Informator (The Insider) jako Helen Caperelli
- 2001: Niebezpieczne miasto jako Lily Warden
- 2001: Wyścig (Driven) jako Cathy Heguy
- 2002: Granica (Borderline) jako dr Lila Colleti
- 2002: Luzacy (Slackers) jako dziewczyna przy Trendy Club
- 2003: Przegrane życie (Prey for Rock & Roll) jako Jacki
- 2004: Trzeci kierunek (3-Way) jako Florence DeCroix Hagen
- 2005: Twój na zawsze (One Last Thing...) jako Arlene
- 2006: W pogoni za sławą (Delirious) jako Dana
- 2006: Człowiek z miasta (Man About Town) jako Arlene Kreiner
- 2007: P.S. Kocham cię (P.S. I Love You) jako Sharon
- 2009: Jak by to sprzedać (The Goods: Live Hard, Sell Hard)
- 2012: LOL jako Kathy
- 2018: Strażnicy cnoty (Blockers) jako Cathy

### seriale TV
- 1992: Sinatra jako Nancy Barbato Sinatra
- 1993: Melrose Place jako Ellen
- 1994: Nietykalni (The Untouchables) jako Becky Petrov
- 1999–2000: Gang panny Glenn (Snoops) jako Glenn Hall
- 2000: Saturday Night Live jako Wilma Slotsin
- 2002–2003: Ja się zastrzelę (Just Shoot Me!) jako Rhonda Ferrara
- 2004: Kancelaria adwokacka (The Practice) jako Glenn Hall
- 2004: Kosmoloty (Tripping the Rift) jako Six
- 2004: Kevin Hill jako Carly Austin
- 2004: Pohamuj entuzjazm (Curb Your Enthusiasm) jako Anna
- 2004–2007: Batman jako Kobieta-Kot / Selina Kyle (głos)
- 2005: Jordan w akcji (Crossing Jordan) jako Charlie Davis
- 2005: Głowa rodziny (Family Guy) jako policjantka (głos)
- 2005: Amerykański tata (American Dad!) jako Karen (głos)
- 2006–2007: Brzydula Betty (Ugly Betty) jako Fabia
- 2007: Świry (Psych) jako Emilina Saffron
- 2007: Pohamuj entuzjazm (Curb Your Enthusiasm) jako Anna
- 2007–2009: Wołanie o pomoc (Rescue Me) jako Valerie
- 2009: Wzór jako Danielle Hill
- 2009: Mogło być gorzej (Eastbound & Down) jako
- 2011: Jak to się robi w Ameryce jako Nancy Frankenburg
- 2013: Jeden gniewny Charlie jako Mandy
- 2014: Elementary jako Elana March
- 2014: Community jako żona Devona
- 2015: Glee jako Pam Anderson
- 2015: Z Nation jako La Reina de la Muerte
- 2015–2016: Red Oaks jako Fay Getty
- 2016: Imperium (Empire) jako Heleen Von Wyatt
- 2017: Na wylocie jako Susie
- 2017: Brooklyn 9-9 jako porucznik Melanie Hawkins
- 2018: Younger jako Chrissie Hart
- 2018–2019: Riverdale jako Gladys Jones